# Jun Tae-soo
Jun Tae-soo (ur. 2 marca 1984 w Boryeong, zm. 21 stycznia 2018 w Korei Południowej) – południowokoreański aktor filmowy, teatralny i telewizyjny.
Jest młodszym bratem aktorki Ha Jin-wo. Jun zmarł 21 stycznia 2018 roku w wieku 34 lat, po walce z depresją od dłuższego czasu, jednak nie podano dokładnej przyczyny zgonu aktora.

## Wybrana Filmografia
- 2007: Kideu Gaeng
- 2007: Wang-gwa Na
- 2010: Mongttang Naesarang – Tae-soo Jeon
- 2010: Seong-gyoon-kwan Seu-kaen-deul – In-soo Ha
- 2010: Kwaenchanha, Appa Ttal  – Park Jong Suk
- 2013: Je-wang-eui ddal, soo-baek-hyang – Jin-moo
- 2013: Goong-joong-jan-hok-sa - ggot-deul-eui jeon-jaeng – Nam-hyeok